# Musik i Kroatien
Musik i Kroatien (kroatiska: Glazba u Hrvatskoj) omfattar allt musikliv i Kroatien och inbegriper olika sorters musikyttringar och musikaliska former. Kroatisk musik (Hrvatska glazba) är musik som författats i Kroatien, av kroater eller på kroatiska. Den kroatiska musikens huvudsakliga influenser kommer från Centraleuropa och medelhavsområdet även om både folkmusiken och populärmusiken har influenser från sydöstra Europa. De mellaneuropeiska influenserna är mest märkbara i den kontinentala (centrala Kroatien och Slavonien) delen av landet medan de från medelhavsområdet dominerar vid kustlandet: i Istrien, vid Kvarnerviken och Dalmatien. De sydosteuropeiska influenserna är mest märkbara i östligaste Slavonien, i bergsområdena i Lika och det dalmatinska inlandet samt bland kroater i Hercegovina och Bosnien.

## Historia
Musik har sedan urminnes tider uppstått och skapats i Kroatien. De äldsta formerna som finns bevarade är av sakral karaktär. I Dalmatien, Istrien och kustlandet utvecklades den latinska medeltida liturgiska sången till glagolitisk sång. Genom muntlig tradition har sången bevarats och sjungs än idag.

## Folkmusik
Den kroatiska folkmusiken är heterogen och uppvisar regionala skillnader och variationer. I den moderna folkmusiken används instrument som fiol, dragspel, mandolin och tamburica. Den äldre traditionella folkmusiken spelas istället med ålderdomliga stråk- och blåsinstrument. 
Den traditionella senmoderna folkmusiken i Zagorje och till viss del i de centrala delarna av landet har fått influenser från folkmusiken i Österrike. I Zagorje fick polkan stort inflytande under slutet av 1800-talet och den traditionella musikstilen har en snabb rytmisk takt. Traditionella musikinstrument som spelas är fiol, kontrabas och mandoliner. 
I Istrien och Kvarner skapar traditionella instrument såsom cupla, diple och sopila ett distinkt regionalt ljud. Den traditionella folkmusiken i Istrien baseras på den istriska skalan. I den moderna folkmusiken spelas fiol, dragspel och mandoliner.    
I de tidigare otillgängliga och isolerade dinariska områdena, främst i Lika och Zagora, skapar gusle ett distinkt ljud. Instrumentet används och spelas även bland kroaterna i Bosnien och Hercegovina och av andra sydslaver, däribland bosniker och serber.   

### Sång- och musikformer

#### Bećarac
Bećarac är en musikform ursprungligen ifrån och populär i Slavonien och Baranja i östra Kroatien. Sedan 2011 är musikformen upptagen på Unescos lista över mänsklighetens immateriella kulturarv.

#### Klapa
Klapa är en traditionell form av a cappellasång ursprungligen från Dalmatien. Sången är populär i hela Kroatien och har sina rötter i romersk-katolsk liturgisk kyrkomusik. Temat i klapasång är i regel kärleken, vinet, hemlandet och havet. De viktigaste inslagen i musiken är harmoni och melodi. Rytmen har sällan någon framträdande roll. Sedan 2012 är klapa upptagen på Unescos lista över mänsklighetens immateriella kulturarv.

#### Ojka
Ojka är en traditionell polyfonisk sång från bergsområdena i det dalmatinska inlandet. Sången karaktäriseras av sångarnas distinkta vibrato och har oklart ursprung. Sången anses vara av förslaviskt, möjligtvis illyriskt, ursprung med rötter i antikens Dalmatien. Sedan 2010 är ojka upptagen på Unescos lista över mänsklighetens immateriella kulturarv.

### Instrument

#### Tamburica
Tamburica är en musikform som involverar stränginstrumentet Tamburica. Musikformen är förknippad med östra och norra Kroatien och är även populär bland burgenlandkroaterna i Österrike. Huvudtemat för tamburicamusik är i regel kärlek och det lyckliga bylivet.

### Fotnoter
1. ↑  Croatia.eu Arkiverad 23 september 2015 hämtat från the Wayback Machine. – Miroslav Krleža-intitutet (engelska)
2. ↑  Smrikve.com (engelska)
3. ↑  Visit-istra.hr Arkiverad 4 april 2015 hämtat från the Wayback Machine. (engelska)
4. ↑  Unesco.org (engelska)
5. 1 2  Likecroatia.com (engelska)
6. ↑  Unesco.org (engelska)
7. ↑  Unesco.org (engelska)